# Ramusella cavernalis
Ramusella cavernalis är en kvalsterart som först beskrevs av Ohkubo och James Cokendolpher 2002.  Ramusella cavernalis ingår i släktet Ramusella och familjen Oppiidae. Inga underarter finns listade i Catalogue of Life.